# Phil Younghusband
Philip James Younghusband (sinh ngày 4 tháng 8 năm 1987) là một cựu cầu thủ bóng đá người Anh gốc Philippines hiện đã giải nghệ. Chơi cho Philippines từ năm 2006, Younghusband là đội trưởng từ năm 2010 đến năm 2019 và là người ghi bàn nhiều nhất của đội tuyển. Ngày 19 tháng 11 năm 2019, Phil Younghusband chính thức giã từ sự nghiệp sau 22 năm thi đấu chuyên nghiệp.

## Thời trẻ
Younghusband sinh ra ở Ashford, Surrey, Anh, con trai của người Anh Philip Younghusband Sr. và Filipina Susan Placer. Người anh trai James của anh cũng là một cựu cầu thủ bóng đá, chơi vị trí tiền vệ.

## Sự nghiệp

### Chelsea
Anh trở nên chuyên nghiệp vào tháng 3 năm 2005, đã ở Chelsea từ khi chín tuổi. Younghusband là cầu thủ ghi bàn hàng đầu của đội trẻ trong mùa giải 2003–04 và bắt đầu dự bị đầu tiên vào tháng 11 năm 2004. Trong mùa giải 2004–05, anh là cầu thủ ghi bàn hàng đầu của đội trẻ. Trong mùa giải 2005–06, Younghusband đã có 21 lần ra sân cho đội dự bị Chelsea, bao gồm 18 trận bắt đầu, và ghi được năm bàn thắng. Anh cũng nằm trong đội hình thay thế cho đội trẻ Chelsea.